# مقتصد
المقتصدون (بالإنجليزية: Economizers)، هي أجهزة ميكانيكية تهدف إلى تقليل استهلاك الطاقة، أو أداء وظيفة مفيدة مثل التسخين المسبق للسائل. يستخدم مصطلح المقتصد لأغراض أخرى كذلك. تتم مناقشة استخدامات الغلايات ومحطات الطاقة والتدفئة والتبريد والتهوية وتكييف الهواء (HVAC) في سياق الأجهزة المقتصدة. بعبارة بسيطة، المقتصد هو مبادل حراري.